# Коцурани
Коцурани (словац. Kocurany) — село, громада округу Пр'євідза, Тренчинський край. Кадастрова площа громади — 4.17 км².
Населення 518 осіб (станом на 31 грудня 2020 року).

## Історія
Коцурани згадуються 1113 року.

## Населення
| Рік:            | 1994. | 2004.    | 2014.    | 2024.   |
| --------------- | ----- | -------- | -------- | ------- |
| Кількість осіб: | 333   | 402      | 512      | 528     |
| Різниця:        |       | +20,72 % | +27,36 % | +3,12 % |

| Рік:            | 2023. | 2024.   |
| --------------- | ----- | ------- |
| Кількість осіб: | 535   | 528     |
| Різниця:        |       | -1,30 % |